# Kim Tương Quân
Kim Tương Quân (tiếng Trung giản thể: 金湘军, bính âm Hán ngữ: Jīn Xiāngjūn, sinh tháng 7 năm 1964, người Hán) là chính trị gia nước Cộng hòa Nhân dân Trung Hoa. Ông là Ủy viên Ủy ban Trung ương Đảng Cộng sản Trung Quốc khóa XX, hiện là Phó Bí thư Tỉnh ủy, Tỉnh trưởng Sơn Tây. Ông từng giữ nhiều chức vụ cấp phó tỉnh của Thiên Tân như Thường vụ Thành ủy, Phó Bí thư chuyên chức Thành ủy, Tổng thư ký Thành ủy, và Thành viên Đảng tổ, Phó Thị trưởng Thiên Tân.
Kim Tương Quân là đảng viên Đảng Cộng sản Trung Quốc, học vị Cử nhân Phần mềm máy tính, Thạc sĩ Kỹ thuật, Thạc sĩ Kỹ thuật quản lý công nghiệp, Tiến sĩ Quản trị học. Ông có sự nghiệp từng được điều chuyển tới nhiều địa phương không bao gồm quê nhà Hồ Nam của mình như Tứ Xuyên, Hải Nam, Quảng Tây, và Thiên Tân.

## Xuất thân và giáo dục
Kim Tương Quân sinh vào tháng 7 năm 1964 tại Khu tự trị dân tộc Dao Giang Hoa thuộc địa cấp thị Vĩnh Châu, tỉnh Hồ Nam, Cộng hòa Nhân dân Trung Hoa. Ông lớn lên và tốt nghiệp cao trung ở Giang Hoa, đến tháng 9 năm 1983 thì thi cao khảo và đỗ Học viện Kỹ thuật điện tín Thành Đô – nay là Đại học Khoa học và Công nghệ Điện tử Trung Quốc – và tới thủ phủ này nhập học hệ khoa học máy tính, tốt nghiệp Cử nhân chuyên ngành Phần mềm máy tính vào tháng 7 năm 1987. Sau khi tốt nghiệp, ông tới Đại học Khoa học Kỹ thuật Thành Đô để học cao học tại hệ kỹ thuật quản lý, nhận bằng Thạc sĩ Kỹ thuật quản lý công nghiệp vào tháng 7 năm 1990, sau đó ông nhận thêm một tấm bằng nữa là Thạc sĩ Kỹ thuật tại Sảnh Nghiên cứu khoa học hệ thống của Viện Khoa học Trung Quốc. Những năm 2002, 2003, ông tham gia các khóa đào tạo, bồi dưỡng như khóa học tiếng Anh chuyên sâu cho cán bộ cấp ty, cục tại Học viện Ngoại giao Trung Quốc từ tháng 10 năm 2002 đến tháng 1 năm 2003; khóa bồi huấn cán bộ cấp cao về quản lý công cộng giai đoạn thành 7–9 năm 2003 tại Học viện Quản lý công cộng của Đại học Thanh Hoa và Trường Harvard Kennedy của Đại học Harvard. Tháng 9 năm 2007, Kim Tương Quân bắt đầu là nghiên cứu sinh sau đại học tại Học viện Quản lý của Đại học Khoa học Kỹ thuật Hoa Trung về quản trị kinh doanh, trở thành Tiến sĩ Quản trị học vào tháng 6 năm 2010. Kim Tương Quân được kết nạp Đảng Cộng sản Trung Quốc vào tháng 11 năm 1984 tại trường Thành Đô, ông từng tham gia khóa tập huấn chính trị cán bộ trung, thanh niên từ tháng 9 năm 2010 đến tháng 1 năm 2011 tại Trường Đảng Trung ương Đảng Cộng sản Trung Quốc.

## Sự nghiệp

### Giai đoạn đầu
Tháng 7 năm 1990, sau khi nhận hai bằng thạc sĩ về kỹ thuật và kỹ thuật quản lý công nghiệp, Kim Tương Quân được Tứ Xuyên tuyển làm cán bộ của Phòng Xúc tiến ứng dụng máy vi tính thuộc Văn phòng Nghiên cứu chính sách, Ủy ban Khoa học Kỹ thuật thuộc Chính phủ Nhân dân tỉnh Tứ Xuyên. Sau đó 2 năm, ông được điều tới tỉnh Hải Nam tham gia Kế hoạch Tinh Hỏa – kế hoạch dựa vào tiến bộ khoa học và công nghệ để phục hồi kinh tế nông thôn, phổ cập khoa học và công nghệ, thúc đẩy nông dân làm giàu ở tỉnh này, làm cán bộ của Văn phòng Ủy ban Quản lý khu mẫu Tinh Hỏa Quốc gia Hải Nam, Trưởng phòng Quản lý xí nghiệp từ tháng 10 năm 1992. Tháng 3 năm 1993, ông được điều chuyển sang khối xí nghiệp nhà nước, phân tới Tổng công ty cổ phần Khai phát lữ nghiệp hàng không Hải Nam, tiền đề của Hainan Airlines làm Kinh tế sư kiêm Giám đốc Kinh doanh. Đến cuối năm 1996, ông tiếp tục được điều trở lại chính quyền địa phương, bổ nhiệm làm Trưởng phòng Quản lý quỹ của Cục An sinh xã hội thuộc Chính phủ Nhân dân tỉnh Hải Nam.

### Quảng Tây
Tháng 9 năm 1998, sau 6 năm ở tỉnh mới kiến thiết Hải Nam, Kim Tương Quân được điều rời tỉnh, tỉnh Khu tự trị dân tộc Tráng Quảng Tây công tác, bổ nhiệm làm Thành viên Đảng tổ, Phó Sảnh trưởng Sảnh Lao động của Chính phủ Nhân dân Quảng Tây. Ít lâu sau, tháng 4 năm 2010, sảnh được cải tổ thành Sảnh An sinh xã hội và Lao động, ông tiếp tục là Phó Sảnh trưởng của sảnh mới, và cũng được giao kiêm nhiệm là Phó Ty trưởng Ty Bồi huấn nghề nghiệp của Bộ An sinh xã hội và Lao động Quốc gia giai đoạn tháng 5–11 cùng năm. Tháng 10 năm 2002, ông được điều tới địa cấp thị Ngọc Lâm, chỉ định vào Ủy ban Thường vụ Thị ủy, nhậm chức Phó Bí thư Đảng tổ, Phó Thị trưởng thường vụ Ngọc Lâm, rồi Phó Bí thư Thị ủy, Thị trưởng từ tháng 5 năm 2003. Từ tháng 1 năm 2009, ông là Bí thư Thị ủy rồi được bầu làm Chủ nhiệm Ủy ban Thường vụ Nhân Đại Ngọc Lâm nguyên một nhiệm kỳ, đến đầu năm 2014 thì được điều chuyển tới Phòng Thành Cảng, một địa cấp thị giáp ranh tỉnh Quảng Ninh của Việt Nam làm Bí thư Thị ủy, Chủ nhiệm Ủy ban Thường vụ Nhân Đại Phòng Thành Cảng. Ở khu vực này, ông cũng giữ các chức vụ khác như Bí thư Ủy ban Công tác của Khu thí nghiệm đẩy mạnh khai phát trọng điểm Đông Hưng Quốc gia ở thành phố cấp huyện Đông Hưng, ngoài ra là Chủ tịch danh dự của Liên đoàn Người khuyết tật, Chủ tịch danh dự Hội chữ thập đỏ Phòng Thành Cảng. Ở Quảng Tây, ông ứng cử và trúng cử là đại biểu từ Quảng Tây của Đại hội đại biểu Nhân dân toàn quốc khóa XI nhiệm kỳ 2008–13, khóa XII nhiệm kỳ 2013–18.

### Thiên Tân và Sơn Tây
Tháng 1 năm 2018, sau gần 20 năm công tác ở Quảng Tây, Kim Tương Quân được điều tới trực hạt thị Thiên Tân, bổ nhiệm làm Phó Thị trưởng Chính phủ Nhân dân thành phố Thiên Tân, là Thành viên Đảng tổ và kiêm nhiệm làm Chủ nhiệm Ủy ban Quản lý Khu thí nghiệm mậu dịch tự do Thiên Tân từ tháng 4 năm 2019. Tháng 1 năm 2021, ông được bầu vào Ủy ban Thường vụ Thành ủy Thiên Tân, phân công làm Tổng thư ký của Thành ủy. Đến ngày 27 tháng 3 năm 2022, ông được giao nhiệm vụ là Phó Bí thư chuyên chức Thành ủy Thiên Tân. Tháng 6 năm 2022, ông được được bầu là đại biểu của Thiên Tân dự Đại hội Đảng Cộng sản Trung Quốc lần thứ XX. Trong quá trình bầu cử tại đại hội, ông được bầu là Ủy viên Ủy ban Trung ương Đảng Cộng sản Trung Quốc khóa XX.
Ngày 29 tháng 12 năm 2022, Kim Tương Quân được điều tới Sơn Tây, được chỉ định vào Ủy ban Thường vụ Tỉnh ủy, nhậm chức Phó Bí thư Tỉnh ủy, đồng thời là Bí thư Đảng tổ Chính phủ Nhân dân tỉnh Sơn Tây. Sang ngày 30, tại kỳ họp của Ủy ban Thường vụ Nhân đại tỉnh, ông được bầu làm quyền Tỉnh trưởng Sơn Tây, kế nhiệm Lam Phật An.